# Seznam léčivých rostlin, R–Ř
Toto je seznam léčivých rostlin, jejichž český název začíná písmeny R a Ř.

CELÝ SEZNAM A-B-C-Č-D+Ď-E+F+G-H-Ch+I+J-K-L-M-N+O-P-R+Ř-S+Š-T+U-V+W+Y-Z+Ž

## R+Ř
| Český název (další českojazyčné a lidové názvy)                      | Vědecký název                                | Užívaná část | Lékopisný název                                                                            | Charakteristika účinků a použití | Botanické vyobrazení nebo fotka |
| -------------------------------------------------------------------- | -------------------------------------------- | --- | ------------------------------------------------------------------------------------------ | --- | ------------------------------- |
| Radyk prutnatý (radyk sítinový)                                      | Chondrilla juncea (L.)                       | |                                                                                            | stomachikum |                                 |
| Rajče jedlé                                                          | Solanum lycopersicum (L.)                    | plody |                                                                                            | posilující prostředek, střevní desinfeciens, zdroj minerálů a vitaminů C, K, B-skupiny |                                 |
| Rákos obecný                                                         | Phragmites australis (Cav.) (Trin.) (Steud.) | |                                                                                            | |                                 |
| Rakytník řešetlákový                                                 | Hippophae rhamnoides (L.)                    | |                                                                                            | |                                 |
| Rauwolfie plazivá                                                    | Rauvolfia serpentina (L.) (Benth.) (Kurz)    | kořen | Radix rauwolfiae                                                                           | hypnotiku, sedativum, surovina pro výrobu léků potlačující hypertenzi |                                 |
| Rdesno blešník                                                       | Persicaria lapathifolia (L.) (Delarbre)      | |                                                                                            | |                                 |
| Rdesno červivec                                                      | Persicaria maculosa (Gray)                   | |                                                                                            | |                                 |
| Rdesno hadí kořen                                                    | Bistorta officinalis (Delarbre)              | |                                                                                            | |                                 |
| Rdesno obojživelné                                                   | Persicaria amphibia (L.) (Delarbre)          | |                                                                                            | |                                 |
| Rdesno ptačí (truskavec)                                             | Polygonum aviculare (L.)                     | nať, čerstvá rostlina | Herba polygoni avicularis, Polygonum aviculare                                             | proti vnitřnímu krvácení, zevně na rány |                                 |
| Rdesno sachalinské (křídlatka sachalinská)                           | Reynoutria sachalinensis (F.Schmidt) (Nakai) | |                                                                                            | |                                 |
| Rdest vzplývavý                                                      | Potamogeton natans (L.)                      | |                                                                                            | |                                 |
| Reveň lékařská                                                       | Rheum officinale (Baillon)                   | kořen | Rhei radix                                                                                 | |                                 |
| Réva vinná                                                           | Vitis vinifera (L.)                          | |                                                                                            | |                                 |
| Reveň bulharská (reveň tupolistá)                                    | Rheum rhaponticum (L.)                       | |                                                                                            | |                                 |
| Rmen barvířský                                                       | Cota tinctoria (L.)                          | |                                                                                            | |                                 |
| Rmen rolní                                                           | Anthemis arvensis (L.)                       | |                                                                                            | |                                 |
| Rmen rakouský                                                        | Anthemis austriaca (Jacq.)                   | |                                                                                            | |                                 |
| Rmen smrdutý                                                         | Anthemis cotula (L.)                         | |                                                                                            | |                                 |
| Rmenec sličný (rmen římský, heřmánek římský)                         | Chamaemelum nobile (L.)                      | květní úbory | Flos chamomilae romanae                                                                    | protizánětlivé účinky |                                 |
| Rohovník obecný                                                      | Ceratonia siliqua (L.)                       | |                                                                                            | |                                 |
| Rohovník tropický (tamarind indický)                                 | Tamarindus indica) (L.)                      | |                                                                                            | |                                 |
| Rojovník bahenní                                                     | Rhododendron tomentosum (Harmaja)            | |                                                                                            | |                                 |
| Roketa setá                                                          | Eruca vesicaria subsp. sativa (L.) (Mill.)   | |                                                                                            | |                                 |
| Rokytník skvělý                                                      | Hylocomium splendens (Hedw.) (Schimp.)       | |                                                                                            | |                                 |
| Rosička krvavá                                                       | Digitaria sanguinalis (L.) (Scop.)           | |                                                                                            | |                                 |
| Rosnatka okrouhlolistá                                               | Drosera rotundifolia1 (L)                    | |                                                                                            | |                                 |
| Rotan rákosovitý                                                     | Calamus rotang (L.)                          | |                                                                                            | |                                 |
| Routa kapská                                                         | Agathosma betulina (Bergius) (Pill.)         | |                                                                                            | |                                 |
| Routa lesní                                                          | Ruta montana (Mill.)                         | |                                                                                            | |                                 |
| Routa vonná                                                          | Ruta graveolens (L.)                         | |                                                                                            | |                                 |
| Rozchodnice růžová                                                   | Rhodiola rosea (L.)                          | |                                                                                            | |                                 |
| Rozchodník ostrý                                                     | Sedum acre (L.)                              | |                                                                                            | |                                 |
| Rozchodník skalní (r. suchomilný)                                    | Sedum rupestre (L.)                          | |                                                                                            | |                                 |
| Rozchodník velký (rozchodníkovec velký)                              | Hylotelephium maximum (L.) (Holub)           | |                                                                                            | |                                 |
| Rozmarýn lékařský                                                    | Rosmarinus officinalis (L.)                  | silice, list | Rosmarini etheroleum, Rosmarini folium                                                     | |                                 |
| Rozpuk jízlivý                                                       | Cicuta virosa (L.)                           | |                                                                                            | |                                 |
| Rozrazil drchničkovitý (rozrazil vodní)                              | Veronica anagallis-aquatica (L.)             | |                                                                                            | |                                 |
| Rozrazil lékařský                                                    | Veronica officinalis (L.)                    | |                                                                                            | |                                 |
| Rozrazil potoční                                                     | Veronica beccabunga (L.)                     | |                                                                                            | |                                 |
| Rozrazil rezekvítek                                                  | Veronica chamaedrys (L.)                     | |                                                                                            | |                                 |
| Rožec rolní                                                          | Cerastium arvense (L.)                       | |                                                                                            | |                                 |
| Rudodřev koka                                                        | Erythroxylum coca (Lam.)                     | |                                                                                            | |                                 |
| Rulík zlomocný                                                       | Atropa bella-donna (L.)                      | suchý titrovaný extrakt z listů rulíku, rulíkový list (usušený list spolu s kvetoucími a někdy i plodonosnými vrcholky), rulíkový list práškovaný standardizovaný | Belladonnae folii extractum sicum normatum, Belladonnae folium, Belladonae pulvis normatus | |                                 |
| Růže stolistá                                                        | Rosa × centifolia (L.)                       | |                                                                                            | |                                 |
| Růže damascénská (růže turecká/syrská/damašská))                     | Rosa × damascena (Mill.)                     | |                                                                                            | |                                 |
| Růže šípková (šípek, divoká růže, psí růže, planá růže, trnová růže) | Rosa canina (L.)                             | šípek | Cynosbati fructus                                                                          | |                                 |
| Růže jablíčková (růže měkká)                                         | Rosa villosa (L.)                            | |                                                                                            | |                                 |
| Růžkatec                                                             | Ceratophyllum (L.) sp.                       | |                                                                                            | |                                 |
| Rybíz červený                                                        | Ribes rubrum (L.)                            | |                                                                                            | |                                 |
| Rybíz černý (meruzalka černá)                                        | Ribes nigrum (L.)                            | |                                                                                            | |                                 |
| Rýt žlutý                                                            | Reseda lutea (L.)                            | |                                                                                            | |                                 |
| Rýže setá                                                            | Oryza sativa (L.)                            | škrob z obilek | Oryzae amylum                                                                              | |                                 |
| Řebčík královský                                                     | Fritillaria imperialis (L.)                  | |                                                                                            | |                                 |
| Řebříček obecný (myší chvost, žebřík, kočičí ocas)                   | Achillea millefolium (L.)                    | nať,*, čerstvá bylina s květy | Herba millefolii, Extractum millefolii fluidum, Millefolium                                | posiluje cévní systém, koriguje krvácení a trávení potravy |                                 |
| Řebříček bertrám                                                     | Achillea ptarmica (L.)                       | |                                                                                            | |                                 |
| Ředkev setá                                                          | Raphanus sativus (L.)                        | čerstvá hlíza |                                                                                            | cholagogum-podporuje látkovou přeměnu, diuretikum-při vodnatelnosti, profylaktické účinky-vitaminy B a C a minerály Mg, Fe, Na, Ca, K, antiseptikum, účinkuje proti kornatění tepen, chudokrevnosti, zevně na kožní choroby |                                 |
| Ředkev ohnice                                                        | Raphanus raphanistrum (L.)                   | |                                                                                            | |                                 |
| Řepa obecná                                                          | Beta vulgaris (L.)                           | |                                                                                            | |                                 |
| Řepeň durkoman                                                       | Xanthium strumarium (L.)                     | |                                                                                            | |                                 |
| Řepinka latnatá                                                      | Neslia paniculata (L.) (Desv.)               | |                                                                                            | |                                 |
| Řepík lékařský (řepíček, útrobník, konopěnec)                        | Agrimonia eupatoria (L.)                     | nať, čerstvá kvetoucí bylina | Herba agrimoniae, Agrimonia                                                                | hořké tonikum, posiluje žlučník, stavění průjmů, stahující účinky na sliznici |                                 |
| Řepka olejná                                                         | Brassica napus (L.)                          | olej | Rapae oleum raffinatum                                                                     | |                                 |
| Řeřicha chlumní (řeřicha ladní)                                      | Lepidium campestre (L.) (R.Br.)              | |                                                                                            | |                                 |
| Řeřicha rumní                                                        | Lepidium ruderale (L.)                       | |                                                                                            | |                                 |
| Řeřicha širolistá                                                    | Lepidium latifolium (L.)                     | |                                                                                            | |                                 |
| Řeřicha setá                                                         | Lepidium sativum (L.)                        | |                                                                                            | |                                 |
| Řeřišnice hořká                                                      | Cardamine amara (L.)                         | |                                                                                            | |                                 |
| Řeřišnice luční                                                      | Cardamine pratensis (L.)                     | |                                                                                            | |                                 |
| Řeřišnice nedůtklivá (prskavka)                                      | Cardamine impatiens (L.)                     | |                                                                                            | |                                 |
| Řeřišnice potoční (potočnice lékařská)                               | Nasturtium officinale (R. Br.)               | |                                                                                            | |                                 |
| Řešetlák počistivý                                                   | Rhamnus cathartica (L.)                      | |                                                                                            | |                                 |
| Řešetlák Purshův                                                     | Rhamnus purshiana (D.C.)                     | kůra | Rhamni purschanae cortex                                                                   | |                                 |
| Řezan pilolistý                                                      | Stratiotes aloides (L.)                      | |                                                                                            | |                                 |
| Řimbaba obecná                                                       | Tanacetum parthenium (L.) (Sch.Bip)          | nať | Tanaceti parthenii herba                                                                   | |                                 |